# Olympia Park
L'Olympia Park (en afrikaans : Olympia-park), est un stade multi-sports sud-africain (servant principalement pour le football et le rugby à XV) situé à Rustenburg, dans le Transvaal.

## Événements

### Coupe du monde de rugby à XV 1995
Durant la coupe du monde de rugby de 1995, le stade accueille trois matchs de phase de poule.
| Date        | Équipe n°1    | Resultat | Équipe n°2    | Groupe  | Affluence |
| ----------- | ------------- | -------- | ------------- | ------- | --------- |
| 26 mai 1995 | Côte d'Ivoire | 0 - 89   | Écosse        | Poule D | 20000     |
| 31 mai 1995 | France        | 54 - 18  | Côte d'Ivoire | Poule D | 17000     |
| 4 juin 1995 | Côte d'Ivoire | 11 - 29  | Tonga         | Poule D | 16000     |

Le stade est parfois l'hôte de matchs de l'ABSA Premiership.